# Decadendo (su un materasso sporco)
Decadendo (su un materasso sporco) è il primo album in studio della band italiana KuTso, pubblicato il 1 aprile 2013, prodotto dalla 22R, Cose Comuni e Metatron, distribuito da AudioGlobe e presentato in anteprima 3 giorni dopo al Circolo Degli Artisti di Roma.

## Tracce
Testi e musiche di Matteo Gabbianelli, eccetto dove indicato.
1. Alé – 2:17
2. Siamo tutti buoni (feat. Giulia Anania, Mini K) – 2:38
3. Marzia – 2:54
4. Lo sanno tutti – 2:37
5. Questa società – 2:00
6. Via dal mondo – 2:43
7. Canzone dell'amor perduto – 2:21 (testo: Fabrizio De André – musica: Georg Philipp Telemann)
8. Eviterò la terza età (feat. Andrea Manusso) – 2:52
9. Stai morendo (feat. Andrea Ruggiero) – 2:31
10. Precipiti più giù (feat. Nicoletta Nardi) – 1:58
11. Perso – 3:03
12. Aiutatemi (feat. Fabrizio Moro, Pierluigi Ferrantini, Pier Cortese, Adriano Bono) – 2:15
13. E mi eccito (Presente esclusivamente nella versione digitale dell'album) – 2:02

Durata totale: 32:11

## Formazione

### Gruppo
- Matteo Gabbianelli – voce
- Donatello Giorgi – chitarra, voce tenorile, cori
- Luca Amendola – basso, cori
- Simone Bravi – batteria

### Altri musicisti
- Matteo Ferrera – tastiera (Perso, Stai morendo, Precipiti più giù)
- Andrea Ruggiero – violino elettrico (Stai morendo)
- Nicoletta Nardi – voce contralto (Precipiti più giù)
- Giulia Anania – voce (Siamo tutti buoni)
- Mini K – voce (Siamo tutti buoni)
- Fabio Gabbianelli – chitarra aggiuntiva
- Giacomo Citro – basso aggiuntivo
- Andrea Manusso – chitarra (assolo) (Eviterò la terza età)
- Fabrizio Moro – voce (Aiutatemi)
- Pierluigi Ferrantini – voce (Aiutatemi)
- Pier Cortese – voce (Aiutatemi)
- Adriano Bono – voce (Aiutatemi)
- Alessandro Inolti – batteria (Siamo tutti buoni, Marzia, Lo sanno tutti, Questa società, Via dal mondo, Canzone dell'amor perduto, Eviterò la terza età, Stai morendo, Precipiti più giù, Perso, Aiutatemi, E mi eccito)